# Ducado de Luca
O Ducado de Luca (ou Lucca) foi um estado que existiu de 1815 a 1847, na península Itálica, na atual região italiana da Toscana, com capital na cidade de Luca. Ocupava o território da antiga República de Luca, depois Principado de Luca e Piombino, que havia sido governado por Elisa Bonaparte.

## Antecedentes
O Ducado de Luca foi criado pelo Congresso de Viena para compensar a dinastia de Bourbon-Parma pela perda do Ducado de Parma, Placência e Guastalla, que foi dado, em clara violação do princípio da legitimidade, à ex-imperatriz dos franceses Maria Luísa de Áustria, segunda esposa de Napoleão.
A família Bourbon-Parma descendia pela linha feminina da família Farnese que historicamente dominou os Ducados de Parma e Piacenza, e, após um breve interregno austríaco, a sucedeu à frente dos dois ducados, com o acréscimo do de Guastalla, após o tratado de Aquisgrão (1748). Contudo, com a ocupação napoleónica da península italiana, os ducados foram integrados no Estado francês e a família Bourbon-Parma, leal a Napoleão Bonaparte, recebeu um novo Estado, o Reino da Etrúria, também do qual, no entanto, ela foi logo despossuída.

## História
A Infanta de Espanha Maria Luísa de Bourbon, ex-rainha consorte e regente da Etrúria, nora viúva do último duque de Parma, Fernando I, e portanto matriarca da família Bourbon-Parma, rejeitou vigorosamente as resoluções do Congresso de Viena por estar insatisfeita com o tratamento que lhe foi reservado, induzindo também o seu irmão, o rei Fernando VII de Espanha a não assinar a Acta Final do Congresso e o subsequente tratado de Paris de 1815.
Maria Luísa de Bourbon tomou posse do ducado apenas em 1817, depois que um novo tratado de Paris [it], assinado em 10 de junho daquele ano, reconheceu a ela suo jure, a seu único filho Carlos Luís e a seus descendentes diretos do sexo masculino, o direito de sucessão ao trono do ducado de Parma em a morte de Maria Luísa de Áustria.
Foi um dos mais breves ducados de toda a história da Itália, já que uma cláusula da Ata Final do Congresso de Viena estabelecia que o ducado seria anexado pelo Grão-Ducado da Toscana em caso de extinção da linha dinástica Bourbon-Parma ou de sua transferência para o chefe de outro estado, mesmo que pertencente para outra linha Bourbon.
Maria Luísa morreu em 1824 e seu filho assumiu a plena soberania. Este decidiu empreender uma política baseada em melhorias das vias de comunicação. Surgiu neste ano o arquiteto Lourenço Nottolini que interpretou a vontade do soberano de modo a conferir à cidade e ao seu território muito das atuais características. Carlos Luís buscou também promover os "Banhos de Luca" (Bagni di Lucca) não só como centro termal, mas também como ponto de encontro da aristocracia e da alta burguesia de toda a Europa. Foi neste período que construiu-se o Cassino de Bagni di Lucca, um dos primeiros cassinos europeus.

## Fim do ducado e abolição da pena de morte
Devido aos recursos financeiros necessários a estas várias obras, surgiram numerosos problemas para o duque. Em outubro de 1847, não se sentindo em condições de enfrentar os distúrbios que foram o prelúdio das revoluções de 1848, Carlos Luís celebrou um tratado com o Grão-Duque da Toscana, Leopoldo II, pelo qual renunciou precocemente ao ducado, antes de se tornar Duque de Parma; o que, no entanto, ocorreu dentro de dois meses devido à morte repentina de Maria Luísa de Áustria. De acordo com as cláusulas do Tratado de Florença de 1844, entre outros ajustes territoriais, os enclaves que Lucca possuía no norte da Toscana (Gallicano, Castiglione, Minucciano e Montignoso) foram cedidos ao Ducado de Modena.
Ao tomar posse do seu novo estado, em 11 de outubro de 1847, Leopoldo II promulgou uma lei inesperada que ali aboliu a pena de morte, tornando assim o ex ducado de Lucca o único território europeu em que esta medida estava então legalmente em vigor. No entanto, esta situação não durou muito, pois, com uma decisão em Fevereiro de 1848, o Tribunal de Cassação de Florença foi rápido em alargar a eficácia da medida a todo o território grão-ducal. Três anos antes, em 1845, Carlos Luís havia negado perdão a cinco ladrões condenados à morte, permitindo que todos fossem guilhotinados de uma só vez no gramado em frente ao portão de Lucca, chamado Porta San Donato. É possível que Leopoldo II pretendesse simplesmente destacar a diferença entre o novo governo grão-ducal, caracterizado pela tradicional aversão à pena de morte, e o dos Bourbons.

## Lista dos Duques soberanos
- Maria Luísa de Bourbon, duquesa-soberana de 1815 a 1824 (ex-rainha Consorte da Etrúria).
- Carlos Luís (Carlo Lodovico) de Bourbon-Parma, duque-soberano de 1824 a 1847 (ex-rei da Etrúria). Cedeu Luca à Toscana antecipadamente, em outubro de 1847, antes de se tornar duque de Parma.

## Bandeira
De 1815 a 1818, a bandeira de Luca era amarela com faixas horizontais vermelhas. De 7 de novembro de 1818 a 1847, a bandeira era branca, com o brasão de Maria Luísa e a bandeira amarela-vermelha no canto.